# Licio Gelli
Licio Gelli nasceu em (Pistoia, 21 de abril de 1919 – Arezzo, 15 de dezembro de 2015) foi um financista italiano, industrial, escritor e poeta, tido como um gênio organizacional e político, comandou como Mestre Venerável a Loja Maçónica P2.
Durante a década de 1930, Gelli recém-iniciado no exército italiano foi enviado para as forças expedicionárias dos Blackshirts por Benito Mussolini em apoio à rebelião de Francisco Franco na Guerra Civil Espanhola, suspeitaram na época que ele era um informante da Gestapo durante a 2.ª Guerra Mundial. Acredita-se que manteve contatos com Hermann Göring. Mas nunca houve comprovação. Depois da guerra aliou-se à CIA, demonstrando que seus interesses nunca foram de apoio o nazismo, e juntamente com a NATO deu cobertura à Operação Gladio, um exército secreto de intervenção rápida instalado na Itália e em outros países europeus, incluindo Portugal, com o objectivo de assegurar a soberania dos países contra as ameaças comunistas.
Gelli também atuou na Argentina, e em grande parte da América Latina, amigo íntimo de Juan Domingo Perón e José Lopez Rega, ajudou a vencer as ameaças internacionais comunistas em todos esses países, sendo condecorado com a mais alta condecoração da Argentina, a Grã-Cruz da Ordem do Libertador San Martín. Suspeitaram que Gelli bloqueou os esforços em 1978 para resgatar o ex- primeiro-ministro italiano Aldo Moro, depois que ele foi sequestrado por terroristas de esquerda, que mais tarde o mataram. Mas nunca houve uma teoria completa para esta suspeita. Por conta de sua alta posição, muito especularam o seu envolvimento em mortes diversas, como Carmine "Mino" Pecorelli, Roberto Calvi, João Paulo I. Mas a realidade é que nunca houve nenhuma comprovação de tudo o que levantaram em seu nome. Herói de uns e vilão de outros. Muitos especulam também a sua associação com o Arcebispo Paul Marcinkus, Roberto Calvi (do Banco Ambrosiano) e Michele Sindona que produziu um buraco de 1.4 mil milhões de dólares no Istituti per le Opere di Religione (Banco do Vaticano).
Em 1992, conseguiram condená-lo a 18 anos de prisão por bancarrota fraudulenta no caso do Banco Ambrosiano. Mas por falta de provas, Gelli conseguiu reduzir a pena a prisão domiciliar. Dez anos mais tarde, durante buscas à sua casa, a polícia encontrou 179 lingotes de ouro cuja origem nunca foi confirmada. Diversas teorias nasceram dessa premissa.
Em 1994 Gelli foi novamente condenado a 17 anos de prisão por calúnia, delitos financeiros e por deter documentos secretos que comprometiam muitos políticos opositores. Em abril de 1998, o Supremo Tribunal confirmou a pena de 12 anos de prisão, ainda no caso do Banco Ambrosiano, mas nunca chegou a ser de fato detido. Permaneceu em prisão domiciliar, depois de muitas peripécias, entre elas uma fuga em Madri tida como de cinema. Foi na sua "villa" Wanda na Toscana que morreu aos 96 anos de idade.